# Clavidisculum
Clavidisculum is een geslacht van schimmels uit de familie Hyaloscyphaceae. De familie is nog niet met zekerheid bepaald (incertae sedis).

## Soorten
Volgens Index Fungorum telt het geslacht acht soorten (peildatum februari 2022):
| Soortnaam                  | Auteur(s)            | Publicatiejaar |
| -------------------------- | -------------------- | -------------- |
| Clavidisculum caricis      | Raitv.               | 1970           |
| Clavidisculum graminicola  | Raitv.               | 1969           |
| Clavidisculum humuli       | (W. Phillips) Raitv. | 1970           |
| Clavidisculum incrustatum  | (Raitv.) Raitv.      | 1970           |
| Clavidisculum karstenii    | Raitv.               | 1970           |
| Clavidisculum kriegerianum | Kirschst.            | 1938           |
| Clavidisculum microsporum  | Graddon              | 1977           |
| Clavidisculum phytolaccae  | (Raitv.) Raitv.      | 1970           |